# Yasuaki Shimizu
Yasuaki Shimizu (清水靖晃 Shimizu Yasuaki?) (9 de agosto de 1954) es un compositor, productor y saxofonista japonés. Es conocido por sus interpretaciones de la música de Johann Sebastian Bach, en particular "Cello Suites 1-6" rearregladas y tocadas en saxofón tenor. 
Desde 1981 ha compuesto, producido o arreglado música para artistas tan diversos como la vocalista de música jazz Helen Merrill, el compositor Ryuichi Sakamoto y el DJ japonés Towa Tei. Durante este tiempo ha vivido en Londres, París y Tokio. Es conocido también por su banda Mariah. Durante un tiempo se dedicó a hacer música de fondo para comerciales, que ha recopilado y esto le ha dado una notoriedad mayor y una importancia de culto. 

## Vida y carrera

### Carrera temprana
La carrera de Shimizu como saxofonista despegó en la década de los 70. Lanzó su primer álbum en solitario, Get You, en 1978 y desde 1980 ganó seguidores con su banda de rock experimental Mariah, con quien lanzó cinco álbumes. El álbum final de Mariah Utakata no Hibi (1983) experimentaba con ritmos de festivales tradicionales japoneses con tempos de rock. Durante este mismo tiempo, Shimizu lanzó álbumes en solitario incluyendo IQ 179 (1981) y Kakashi (1982), ambos siguiendo el estilo de Mariah. 
A partir de estos comienzos, el placer de Shimizu por ir más allá de lo establecido es evidente en proyectos como la interpretación vía satélite de Bye Bye Kipling con Ryuichi Sakamoto para un Nam June Paik (1986), o su enigmática "instalación en vivo" en solitario como un reloj cuco humano en Tokio (2002). La carrera de Shimizu evidentemente ha trascendido su carrera como saxofonista. 

### The Saxophonettes I
En 1983, creó el proyecto Yasuaki Shimizu & Saxophonettes, inicialmente una banda de un solo hombre, que desde entonces se ha convertido en el foco principal de sus actividades discográficas. Su primera grabación como Saxophonettes fue L'Automne à Pékin (1983), un tributo a la Edad de Oro de Hollywood : melodías clásicas con sabor a banda sonora cliché interpretadas con una combinación de orquestación exuberante pero mínima de sonidos electrónicos en capas sobre bajo y batería reggae. 
Le siguieron Stardust (1985), Latin (1991) y Time and Again (1993); este último revisitando las texturas de su previo L'Automne à Pékin con composiciones originales destacando los arreglos orquestales de Shimizu y su saxofón tenor. El proyecto lanzó el escenario de Shimizu Cello Suites en los años 1996 (nos 1-3), 1999 (nos 4-6). Estos fueron recopilados posteriormente en un set de dos discos (nos 1-6)

### Europa
Desde 1985 hasta 1991, Shimizu dividió su tiempo entre París y Londres, haciendo su contribución a la escena musical europea multicultural y revitalizada al grabar, colaborar y actuar con varios artistas internacionales. Sus experiencias durante este período también le dieron una perspectiva completamente nueva sobre sus propias raíces musicales además de empaparlo de culturas distintas. Durante este periodo realizó tres álbumes: Subliminal (1987) con el productor francés Martin Meissonnier, Dementos (1988) con varios artistas británicos incluyendo a David Cunningham y Aduna (1989) con el vocalista senegalés Wasis Diop, cuyo álbum No Sant Shimizu (1994) ayudó a coproducir. 

### Grabaciones de Bach
Shimizu siempre ha prestado una atención meticulosa a las técnicas de grabación y estudio. En 1997 su miniálbum Back Box ganó el premio a Mejor producción en los 39.os Japan Record Awards. Este miniálbum mantenía fidelidad a las piezas originales del maestro barroco mientras se intercalaban las estructuras musicales originales con voces modificadas y señales intermitentes de satélite. 

En sus proyectos de Cello Suites, Shimizu utilizó ambientes acústicos no convencionales, que seleccionó por su alto grado de reverberación (una cantera subterránea, una mina en Japón, un palacio en Italia) para “tocar el espacio” haciéndolo un instrumento resonante. Esta aproximación también se puede ver reflejada en su serie de conciertos "Back-Saxophone.Space" que fueron realizadas en ubicaciones tales como el Templo Kodaiji en Kyoto (1996), el Nitsu, Genichiro-Inokuma y en museos de arte de Miso entr 2000 y 2003 además de un parqueadero en Shibuya (1997) y lógicamente en Tokio en el mismo año. 

### The Saxophonettes II
En 2006, Shimizu convirtió su concepto juguetón de banda de un solo hombre de The Saxophonettes en un quinteto de la vida real, con Ryoko Egawa, Hirokazu Hayashida, Ryota Higashi e Hiroshi Suzuki en un conjunto de tres saxofones tenores y dos barítonos. Su álbum Pentatonica (2007) trasciende limitaciones de género en una grabación basada totalmente en la escala pentatonica de cinco notas. Se encuentran en ella nuevas composiciones e influencia de la música tradicional etíope, muestra la individualidad de Shimizu desde su producción hasta la coordinación de los músicos. 
Más allá de la grabación, el grupo se ha presentado extensamente en Japón, así como por todo el mundo, algunos de sus conciertos han sido en: Moscú, La Habana y Hong Kong, con otras giras en preparación. En un concierto en Tokio en el 2012. Shimizu reafirmó su pasión por Bach al realizar el primer arreglo en saxofón y contrabajo de Las Variaciones de Goldberg, añadiendo cuatro contrabajos al ya formado quinteto de saxofón. Perfeccionó el arreglo para lanzarlo con su álbum Goldberg Variations en el 2015.

### Cine y televisión
Shimizu con su banda Mariah había compuesto bandas sonoras para la serie de anime The New Adventures of Gigantor en 1980/1981. Creó música para Havre (1985) de Juliet Berto, We Are Not Alone (1993) de Yōjirō Takita, ganador del Oscar, tres películas de Mitsuo Yanagimachi, incluida la más reciente Who's Camus Anyway? (2006), y contribuyó con un artículo para Pillow Book de Peter Greenaway (1996). También escribió la partitura para el documental ganador de premios y nominado al Oscar Cutie and the Boxer (2013) de Zachary Heinzerling. Ha compuesto bandas sonoras para el video arte de Hiroyuki Nakano Issey Miyake Dancing Pleats (1993), la película Stereo Future (2000) y en el 2008 las dos películas cortas Ferris Wheel at 3:03:15 PM, y Seven Samurai
Fue autor de la "identidad de sonido" para el canal de películas de televisión Cinefil Imagica, luego lanzó un álbum de temas relacionados titulado Cinefil (2001).Escribió notas para un número importante de dramas de televisión, además de un documental y una película experimental para el canal nacional NHK TV. En 2007, el mismo canal adoptó su música para la serie educativa Mathematica II. Su adaptación Gojūgo-sai kara no Harōraifu (Finding Life After 55) se lanzó como álbum en el 2014. 
En un evento importante en 2008, Shimizu compuso música para una proyección única de la película muda Orochi de 1925 recientemente restaurada, un drama de lucha con espadas de samuráis “chambara”. Interpretó esta “banda sonora en vivo” con los saxofonistas y una orquesta de 23 músicos dentro de los terrenos del Santuario Meiji en Tokio. Ha trabajado con el famoso comediante japonés y director Hitoshi Matsumoto en las películas Symbol (2009) y Scabbard Samurai (2011) 

### Colaboraciones
Las asociaciones de Shimizu con artistas de video, multimedia y danza incluyen comisiones para las instalaciones de video de Mao Kawaguchi La Cite Délire (1987) y Niwa (1992), las actuaciones del bailarín butoh Goro Namerikawa Kioku no Gekijo (1990) y Flaneur vol. 5 (1997), y las instalaciones de arte de Simon James Look Don't Touch (1998) y Chasing Light (2002). En 2004 compuso música para las instalaciones de sonido de "Dream Garden Factory", una exposición sobre la flora del pacífico del 2004, algunas de estas instalaciones fueron lanzadas por partes en el álbum Seventh Garden (2004)
Entre 2006 y 2007, sus conciertos con las Saxophonettes en salas de Tokio y Osaka contaron como artista invitada con la bailarina contemporánea Masako Yasumoto. En el 2012, colaboró con el artista multimedia Masaki Fujihata en su proyecto Voices of Aliveness. El trabajo ganó el Premio a la Distinción en el Prix Ars Electronica. 
También ha contribuido en grabaciones del trompetista Toshinori Kondo, DJ Dee Nasty, Björk y otros.
Las colaboraciones en vivo incluyen apariciones con Bill Laswell, Elvin Jones, Yosuke Yamashita, Van Dyke Parks, Urban Sax, Manu Dibango, David Cunningham y Carl Stone. Desde 1991 hasta 1994 hizo equipo con el ex-YMO Haruomi Hosono para producir el Tokyo Mura Mura Festival presentando un line-up impensable con talentos como Michael Nyman, John Zorn, Julee Cruise y The Orb. 

## Discografía

### Yasuaki Shimizu
- Get You (1978)
- Mariah (1979)
- Far East Express (1979)
- Berlin (1980)
- IQ 179 (1981)
- Kakashi (1982)
- Music for Commercials (1987) Compilation of jingles for TV commercials
- Subliminal (1987)
- Dementos (1988)
- Aduna (1989)
- Shadow of China (1990) Film soundtrack
- Pao-Jiang-Hu (1995) Film documentary soundtrack
- X (1996) Film soundtrack
- Juvenile (2000) Film soundtrack
- Cinefil (2001) Compilation from the film channel Cinefil Imagica
- Stereo Future (2001) Film soundtrack (Various Artists: disc 1 Yasuaki Shimizu)
- Seventh Garden (2004) Excerpts from Pacific Flora 2004: Dream Garden Factory sound installation
- One Hundred (2009) Live recording with David Cunningham
- Felt (2010) with Keichiro Shibuya
- 55-sai Kara no Hello Life (2014) TV drama soundtrack
- SYO (2014) with Hideo Yamaki, Gen Ogimi
- Kiren (2022)

### Yasuaki Shimizu & Saxophonettes
- L’Automne à Pekin (1983)
- Stardust (1985)
- Latin (1991)
- Time and Again (1993)
- Suite1 (1996)
- Cello Suites 1.2.3 (1996)
- From the Cello Suites (1996)
- Bach Box (1997) Prize for Best Production, 39th Japan Record Awards
- Cello Suites 4.5.6 (1999)
- Cello Suites (2003) DVD-Audio
- Pentatonica (2007)
- Cello Suites (2007) Cello Suites 1.2.3 and Cello Suites 4.5.6 reissued as double album
- Goldberg Variations (2015)

### Mariah
- Yen Tricks (1980)
- Auschwitz Dream (1981)
- Marginal Love (1981)
- Red Party (1982)
- Utakata no Hibi (1983)